# Jovana Ilić
Jovana Ilić (født 19. juli 2001) er en bosnisk håndboldspiller, som spiller i ŽRK Budućnost Podgorica.